# Stary Jawor (przystanek kolejowy)
Stary Jawor – przystanek kolejowy w Jaworze, w województwie dolnośląskim, w Polsce. Znajduje się na linii 137 Katowice – Legnica.

## Ruch pasażerski
| Rok  | Wymiana pasażerska na dobę |
| ---- | -------------------------- |
| 2017 | 10-19                      |
| 2022 | 50-99                      |